# Тронтано
Тронтано (італ. Trontano, п'єм. Trontan) — муніципалітет в Італії, у регіоні П'ємонт,  провінція Вербано-Кузіо-Оссола.
Тронтано розташоване на відстані близько 580 км на північний захід від Рима, 125 км на північ від Турина, 25 км на північний захід від Вербанії.
Населення — 1659 осіб (2014).

## Демографія
Населення за роками:

Станом на 1 січня 2023 року в муніципалітеті офіційно проживав 81 іноземець з 21 країни, серед них 7 громадян країн Євросоюзу та 10 громадян України.

## Сусідні муніципалітети
- Беура-Кардецца
- Коссоньйо
- Домодоссола
- Друоньо
- Малеско
- Мазера
- Премозелло-Кьовенда
- Санта-Марія-Маджоре